# Tylopsis rubrescens
Tylopsis rubrescens är en insektsart som beskrevs av Kirby, W.F. 1900. Tylopsis rubrescens ingår i släktet Tylopsis och familjen vårtbitare. Inga underarter finns listade i Catalogue of Life.